# Kismarja
Kismarja község az Észak-Alföldi régióban, Hajdú-Bihar vármegyében, a Derecskei járásban.

## Fekvése
Az Alföldön, Hajdú-Bihar vármegye keleti csücskében, a megyeszékhelytől, Debrecentől kb. 35 km-re, a legközelebbi várostól, Biharkeresztestől kb. 17 km-re. A településtől nem messze található a jelenlegi magyar–román határ. Természetföldrajzi szempontból a Bihari-sík északkeleti peremén, a Berettyó–Kálló köze szomszédságában fekszik. Szomszédos települések: Hencida, Pocsaj, Esztár, Nagykereki és Bojt. A falu határánál folyik a Berettyó folyó.

### Megközelítése
Legfontosabb közúti megközelítési útvonala a Debrecen–Hosszúpályi–Pocsaj–Biharkeresztes közti 4808-as út, mely a belterületének nyugati szélén vezet el. Vámospércs–Létavértes felől Pocsajig a 4807-es, onnan szintén a 4808-as úton érhető el. Határszélét nyugaton érinti még a 4813-as út is.
A közúti tömegközlekedést a Volánbusz autóbuszai biztosítják.
Vasúton a MÁV 106-os számú Debrecen–Nagykereki-vasútvonalán érhető el. Kismarja vasútállomás a belterület nyugati szélén helyezkedik el, közvetlenül a 4808-as út mellett.

## Története
Neve először 1277-ben tűnik fel Maria alakban, 1291-ben már az írások megkülönböztettek Ó-marját és Új-marját. A 13. század végén az Ákos család tulajdona volt.
A 16. században a Bocskai család tulajdonába került a település. 1522-ben Bocskai György volt a földesúr, akinek hatodik gyermeke volt Bocskai István, a későbbi fejedelem.
Egy 1606. szeptember 22-én kelt privilégiumlevélben Bocskai István Kismarját mezővárossá tette, és mezővárosi jellegű önkormányzatot biztosított a községnek. (A helységnek ekkor kb. 400 lakosa lehetett.) A kismarjai lakosok mentesültek az állami adók fizetése alól, csak a taksát kellett fizetniük. Ez a privilégium nem volt véletlen: a fejedelem „hivatalos” neve ugyanis Kismarjai Bocskai István volt. Kismarja a mezővárosi címet 1849-ig viselhette.
1660-ban a török elfoglalta Kereki várát, így Kismarja a török uralom és az erdélyi állam ütköző területébe került, de a privilégiumlevélnek köszönhetően a kis mezőváros átvészelte ezt a nehéz időszakot is. A török kiűzése utáni évtizedekben Kismarja fokozatosan elveszítette adófizetési kiváltságait.
Az 1848–49-es szabadságharcban 28 kismarjai honvéd vett részt.

## Közélete

### Polgármesterei
| Időszak   | Név                  | Jelölő szervezet | Forrás |
| --------- | -------------------- | ---------------- | ------ |
| 1990–1994 | Szűcs Barnabás       | független        | [ 4 ]  |
| 1994–1998 | Szűcs László         | független        | [ 5 ]  |
| 1998–2002 | Szűcs László         | független        | [ 6 ]  |
| 2002–2006 | Szűcs László         | független        | [ 7 ]  |
| 2006–2010 | Szűcs László         | független        | [ 8 ]  |
| 2010–2014 | Szűcs László         | független        | [ 9 ]  |
| 2014–2019 | Farkas István Attila | független        | [ 10 ] |
| 2019–2024 | Farkas István Attila | független        | [ 11 ] |
| 2024–     | Zsiros László        | független        | [ 1 ]  |

## Népesség
A település népességének változása:
| Lakosok száma | 1263 | 1289 | 1254 | 1212 | 1114 | 1124 | 1099 |
|               | 2013 | 2014 | 2015 | 2021 | 2022 | 2023 | 2024 |

2001-ben a település lakosságának 98,5%-a magyar, 1,5%-a cigány nemzetiségűnek vallotta magát.
A 2011-es népszámlálás során a lakosok 91,4%-a magyarnak, 3% cigánynak, 1,8% románnak mondta magát (8,3% nem nyilatkozott; a kettős identitások miatt a végösszeg nagyobb lehet 100%-nál). A vallási megoszlás a következő volt: római katolikus 5,9%, református 56,6%, görögkatolikus 1,8%, felekezeten kívüli 20,7% (13,3% nem válaszolt).
2022-ben a lakosság 89,2%-a vallotta magát magyarnak, 6% cigánynak, 2,4% románnak, 0,1-0,1% németnek, örménynek, bolgárnak és lengyelnek, 0,4% egyéb, nem hazai nemzetiségűnek (10,3% nem nyilatkozott; a kettős identitások miatt a végösszeg nagyobb lehet 100%-nál). Vallásuk szerint 46,8% volt református, 3,3% római katolikus, 2% görög katolikus, 0,9% egyéb keresztény, 0,6% ortodox, 18,1% felekezeten kívüli (28,3% nem válaszolt).

## Egyházi közigazgatás

### Református egyház
A Tiszántúli Református Egyházkerület (püspökség) Debreceni Református Egyházmegyéjéhez tartozik, mint önálló anyaegyházközség.

### Görögkatolikus egyház
A Hajdúdorogi főegyházmegye (Hajdúdorogi Püspökség) Székesegyházi Főesperességének Nagylétai Esperesi Kerületéhez tartozik. Nem rendelkezik önálló parókiával. A település görögkatolikus vallású lakosai a pocsaji parókiához tartoznak, mint filia.

### Evangélikus egyház
Az Északi evangélikus egyházkerület (püspökség) Hajdú-Szabolcsi Egyházmegyéjéhez (esperesség) tartozik. Nem önálló egyházközség. Kismarja evangélikus vallású lakosai a Debreceni Evangélikus Egyházközséghez tartoznak, mint szórvány.

## Természeti értékek
- Védett természeti értékei:
  - Templomkert
  - Őszi kikerics élőhelye

## Nevezetességei
- Vár-domb
- Református templom: 1804-ben épült, késő barokk stílusban.
- Bocskai-mellszobor: 1911-ben készítette Tóth András.
- I-II. világháborús emlékmű.
- Tájház.

## Híres emberek
- Itt született 1807-ben Fekete János honvéd alezredes. Korán lépett a katonai pályára, ahol hadnagyságig emelkedett, de családi okokból lemondva a katonai pályáról, birtokára vonult vissza. Az 1848–49-es forradalom és szabadságharc kitörésekor a honvédek sorába lépett. Előbb mint százados, majd őrnagy és végül mint a 28. huszárezred alezredese küzdött. A szabadságharc leveretése után halálra ítélték, melyet utóbb 12 évi várfogságra enyhítettek. 1851-ben azonban kiszabadult fogságából és birtokára vonult vissza.[15]
- Itt született 1831. január 4-én O'sváth Pál csendbiztos, helytörténeti író
- Itt született 1884. július 9-én Hevesi Ákos gazdatiszt, a Forradalmi Kormányzótanács tagja.
- Itt született 1896. július 24-én Czellér Lajos szakszervezeti vezető.
- Itt született 1934. március 12-én Lázár György orvos, az orvostudományok MTA doktora (1975), professor emeritus.